# Dobroszyce (gmina)
Dobroszyce – gmina wiejska w województwie dolnośląskim, w powiecie oleśnickim, należąca do aglomeracji wrocławskiej. 
Siedzibą urzędu gminy są Dobroszyce. 
Gmina należy do związku gmin „Stowarzyszenie Gmin Turystycznych Wzgórz Trzebnickich i Doliny Baryczy” oraz grupy partnerskiej „Dolina Dobrej Widawy”. Gmina współpracuje również z Sądową Wisznią na Ukrainie.
Najciekawsze zabytki gminy znajdują się w Dobroszycach, Dobrej i Dobrzeniu.
W latach 1975–1998 gmina położona była w województwie wrocławskim.
Według danych z 30 czerwca 2004 gminę zamieszkiwało 5997 osób. Natomiast według danych z 30 czerwca 2020 roku gminę zamieszkiwały 6863 osoby.

## Struktura powierzchni
Według danych z roku 2002 gmina Dobroszyce ma obszar 131,74 km², w tym:
- użytki rolne: 48%
- użytki leśne: 44%

Gmina stanowi 12,55% powierzchni powiatu.

## Demografia

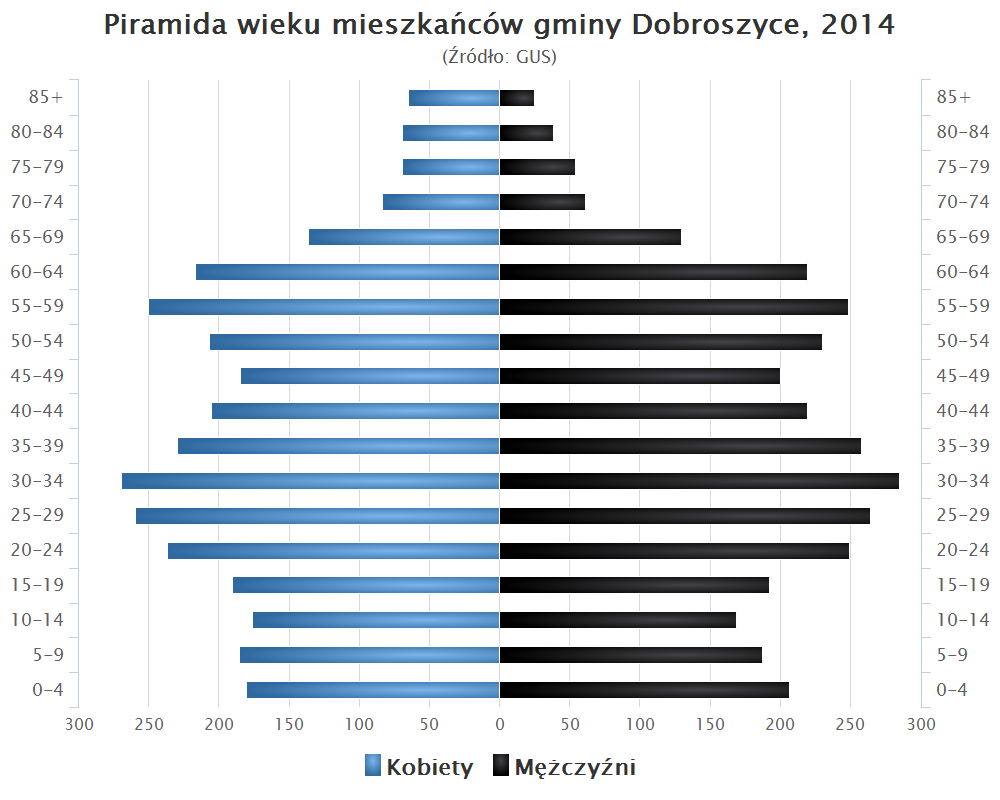
Piramida wieku mieszkańców gminy Dobroszyce w 2014 roku

Dane z 30 czerwca 2004:
| Opis                              | Ogółem | Ogółem | Kobiety | Kobiety | Mężczyźni | Mężczyźni |
| --------------------------------- | ------ | ------ | ------- | ------- | --------- | --------- |
| jednostka                         | osób   | %      | osób    | %       | osób      | %         |
| populacja                         | 5997   | 100    | 3024    | 50,4    | 2973      | 49,6      |
| gęstość zaludnienia (mieszk./km²) | 45,5   | 45,5   | 23      | 23      | 22,6      | 22,6      |

## Sąsiednie gminy
Długołęka, Krośnice, Oleśnica, Twardogóra, Zawonia